# Acanthobrama terraesanctae
Acanthobrama terraesanctae (Mirogrex terraesanctae) — пресноводная рыба из рода колючих лещей. Частью биологических источников рассматривается как единственный представитель отдельного рода Mirogrex — M. terraesanctae. Эндемик озёр Кинерет (Израиль) и Музайриб (Сирия), промысловый вид в Израиле.

## Систематика
До середины XX века данный вид вместе с некоторыми другими колючими лещами рассматривался как местная разновидность уклеек Alburnus sellal. Описан как отдельный вид Acanthobrama terraesanctae (от лат. Terra Sancta — Святая Земля) израильским биологом Хайнцем Штайницем в 1952 году. В 1973 году, опираясь на тот факт, что у представителей этого вида существенно большее число жаберных тычинок, чем у других видов колючих лещей (20—28 против 12—15), Горен, Фишельзон и Тревавас предложили рассматривать его как единственный вид отдельного рода Mirogrex — M. terraesanctae. Окончательная классификация не установлена, на части биологических ресурсов вид фигурирует как Acanthobrama terraesanctae, на других как Mirogrex terraesanctae.

## Внешний вид и образ жизни
A. terraesanctae — небольшая (хотя для своего рода одна из крупнейших) рыба с удлинённым телом, длина которого в среднем составляет 14 см; максимальная длина тела 25 см, хотя как правило самки крупней самцов. Длина головы — от 25 % до 29 % стандартной длины (без хвостового плавника), высота тела от 21,5 % до 26 % стандартной длины. Цвет серебристый или синевато-стальной, верх головы тёмно-серый, в передней части жаберных крышек тёмное пятно, кромка жаберных крышек желтоватая. Основания брюшных и анального плавников и часть хвостового плавника желтоватые, краснея в сезон размножения. Максимальный известный возраст — 25 лет.
A. terraesanctae — озёрная рыба, в основном проводящая время вблизи от поверхности воды в больших стаях, хотя иногда может кормиться на большей глубине. Питается зоопланктоном, преимущественно веслоногими и ветвистоусыми ракообразными. Сезон размножения продолжается с ноября по март, в период дождей на Ближнем Востоке; самки откладывают икру на камни на малой глубине (менее 30 см), недавно покрытые поднимающейся водой и не успевшие обрасти водорослями. Поскольку высота уровня воды в озёрах, где обитает A. terraesanctae, от года к году может сильно отличаться, количество пригодных для откладывания икры мест также разнится, что приводит к значительным флуктуациям популяции. Вылупившиеся мальки некоторое время остаются на мелководье, откуда постепенно сносятся течением, образуя стаи молоди в верхних слоях воды над бо́льшими глубинами.

## Ареал и охранный статус
A. terraesanctae, в иврите и английском языке носящая название в честь озера Кинерет, обитает преимущественно в этом озере. Отдельная популяция, о которой известно крайне мало, обнаружена в сирийском озере Музайриб площадью 0,5 км². В озере Кинерет это очень распространённый вид, составляющий более 80 % от общей численности рыбы в озере и более 50 % от общей массы рыбных видов.
В силу большой численности M. terraesanctae в озере Кинерет является промысловым видом (в 1970-е и 1980-е годы составлявшим примерно 65 % из 1700 тонн общего ежегодного улова рыбы в озере Кинерет), но из-за небольших размеров представляет низкую коммерческую ценность. В связи с этим объём вылова в последние десятилетия заметно сократился, к середине первого десятилетия нового века составляя менее 100 тонн в год. Колебания численности этого вида в свою очередь непосредственно влияют на объём фитопланктона в озере, и с середины 1990-х годов в Израиле начала действовать специальная программа, направленная на искусственную регуляцию численности вида; в рамках программы рыбакам оплачивается вылов молодых особей A. terraesanctae, от которых затем избавляются. С 1994 по 2006 год в рамках программы было выловлено 6 тысяч тонн молоди, что было больше общего объёма рыбы этого вида, выловленной в коммерческих целях.
Популяция M. terraesanctae в озере Кинерет оценивается как вид под наименьшей угрозой. Популяции в озере Музайриб угрожают интенсивное использование его воды для орошения, а также инвазивные виды рыб — карпы и тиляпии; она может находиться под критической угрозой.